# Михайловка (Великобурлукский район)
Михайловка (укр. Михайлівка), село, 
Велико-Бурлукский поселковый совет,
Купянский район,
Харьковская область.
Код КОАТУУ — 6321455119. Население по переписи 2001 г. составляет 103 (52/51 м/ж) человека.

## Географическое положение
Село Михайловка находится на реке Великий Бурлук, выше по течению находится село Шевченково, ниже по течению — сёла Буряковка и Замост, рядом железнодорожная станция Гнилица.

## История
- 1750 - дата основания.

## Экономика
- В селе есть молочно-товарная ферма.